# 래리 킹 라이브
래리 킹 라이브(Larry King Live)는 미국의 방송인 래리 킹이 진행하였던 인터뷰 쇼이다. CNN에서 1985년부터 2010년까지 방송되었으며, CNN에서 가장 오랫동안 방송되었던 프로그램으로 종영까지 백만 명 이상의 시청자를 보유하였다.
주 방송 스튜디오는 CNN 로스앤젤레스 스튜디오이나, 간혹 CNN 뉴욕 및 워싱턴 D.C 스튜디오에서 진행하기도 하였다. 출연 게스트로 수많은 유명 인사들이 거쳐갔으며, 기업인과 정치인은 물론 전ㆍ현직 대통령들도 출연한 바 있다.
래리 킹 라이브는 2010년 12월 18일에 방송을 종료하였고, 2011년 1월 17일, 후속 프로그램인 피어스 모건 라이브 (Piers Morgan Live)가 방송을 시작하였다.